# Daniel Vachez
Pour les articles homonymes, voir Vachez.
Daniel Georges Vachez, né le 3 octobre 1946 à Lyon 4e (Rhône) et mort le 15 mars 2021 à Jossigny (Seine-et-Marne), est un homme politique français, membre du Parti socialiste. De 1980 à 2017, il est maire de Noisiel en Seine-et-Marne.

## Biographie

### Parcours professionnel
D'abord employé de banque à la Banque nationale de Paris (aujourd'hui BNP Paribas), il s’engage à l’âge de 21 ans dans la vie syndicale comme représentant du personnel (délégué du personnel et délégué au comité d’établissement). Rapidement, il prend des responsabilités dans son organisation syndicale, Force ouvrière, en en devenant secrétaire général adjoint du syndicat FO des Banques de la région parisienne. En 1975, en désaccord avec la ligne de sa section syndicale, il rejoint la Confédération française démocratique du travail.

### Parcours politique
Daniel Vachez emménage en Seine-et-Marne, dans la ville nouvelle de Noisiel en 1974, ville dans laquelle il poursuit son engagement social. Il est désigné par le conseil municipal de Noisiel en février 1976 délégué au Sca (Syndicat communautaire d’aménagement) de Marne-la-Vallée Val Maubuée comme représentant des nouveaux habitants de la ville nouvelle. 
À l’âge de 30 ans, il est élu à Noisiel sur la liste de Louis Antoine Paul Guilbert lors des élections municipales de mars 1977 et devient maire-adjoint chargé des travaux. Parallèlement, il endosse la responsabilité, en juin 1977 de président du Syndicat communautaire d’aménagement (Sca) de Marne-la-Vallée Val Maubuée. Il se met alors en disponibilité sans solde de la Banque nationale de Paris. En tant que président du Sca, il a la responsabilité de conduire l’urbanisation rapide du secteur II de Marne-la-Vallée (le Val Maubuée, comportant les communes de Champs-sur-Marne, Croissy Beaubourg, Emerainville, Lognes, Noisiel et Torcy), qui chaque année doit accueillir entre 5 000 et 6 000 habitants. C’est ainsi qu’au cours de son mandat de 6 ans, la population des six communes du Val Maubuée passe de 20 000  à   54 000 habitants. 
En 1980, Daniel Vachez devient maire de Noisiel. La commune, qui compte 5 000 habitants en 1977, 14 000 en 1983 voit sa population se stabiliser à partir de 1986 avec 16 000 habitants. 
De 1983 à 1989, en tant que vice-président du Syndicat d'agglomération nouvelle (San) de Marne-la-Vallée Val-Maubuée chargé de la culture, Daniel Vachez assure le développement du Centre d’art et de culture (Cac) de La Ferme du Buisson, l’une des deux scènes nationales de Seine-et-Marne ainsi que celui de l’école nationale de musique, de danse et d’art dramatique du Val Maubuée, devenue conservatoire à rayonnement départemental, le seul de Seine-et-Marne. 
Lors des élections cantonales françaises de 1985, Daniel Vachez est élu conseiller général du canton de Noisiel. À l’assemblée départementale où il exerce à partir de 1986 la fonction de président du groupe socialiste dans l’opposition, il agit et obtient une meilleure reconnaissance des besoins des cantons urbains dans un département encore très rural. C’est ainsi qu’il fait modifier la politique du département pour les subventions aux équipements au bénéfice des communes des villes nouvelles que sont Marne-la-Vallée et Melun-Sénart, qui en étaient jusque-là exclues.
En 1989, il accède à la présidence du Syndicat d'agglomération nouvelle (San) de Marne-la-Vallée Val-Maubuée. Au cours de ses huit années à la tête du San, la population des six communes augmente de 75 000  à   86 000 habitants. Au-delà de la réalisation de nouveaux équipements publics et notamment la mise en place d’un important réseau de médiathèques, sa tâche prioritaire est d’assurer, par le développement économique l’équilibre du budget du San, car l’aide de l’État diminue et la subvention d’équilibre du budget est finalement supprimée.
Le 1er juin 1997, Daniel Vachez est élu député de la 8e circonscription de Seine-et-Marne, avec 53,21 % des voix devant le candidat UDF Gérard Jeffray. Il décide alors de démissionner de son mandat de conseiller général et de la présidence du San. Au cours de la législature de 1997 à 2002, il participe activement au travail parlementaire notamment dans le domaine de l’aménagement et de l’urbanisme, et particulièrement de la loi relative à la solidarité et au renouvellement urbains (SRU). Il est à l’origine, en liaison étroite avec le secrétaire d'État au Logement Louis Besson de la loi no 2000-614 du 5 juillet 2000 relative à l'accueil et à l'habitat des gens du voyage. 
Après sa courte défaite aux élections législatives de 2002 (25 153 voix contre 26 890 voix pour l’UMP Chantal Brunel), il devient 1er vice-président du Syndicat d'agglomération nouvelle (San) de Marne-la-Vallée Val-Maubuée. Chargé de l’aménagement urbain et des relations avec les intercommunalités, il travaille sur le nouveau SCOT (Schéma de cohérence territoriale) du Val Maubuée. 
De 2008 à 2014, il exerce la responsabilité de président du conseil d’administration de l’Établissement public d’aménagement de Marne-la-Vallée (Epamarne).
En mars 2014, il conduit pour les élections municipales la liste Noisiel solidaire pour bien vivre ensemble et annonce que cela sera son dernier mandat, étant désireux de passer le relais à un élu plus jeune.
Le 31 octobre 2017, il démissionne de son mandat de maire. Le 10 novembre suivant, il est remplacé par Mathieu Viskovic.
Il meurt le 15 mars 2021.

## Détail des fonctions et des mandats

### Mandats locaux
- Mars 1977 à juin 1980 : adjoint au maire de Noisiel
- Juin 1977 à juin 1983 : président du Syndicat communautaire d’aménagement (Sca) de Marne-la-Vallée Val Maubuée
- Juin 1980 à novembre 2017 : maire de Noisiel
- Juin 1983 à juin 1989 : vice-président du Syndicat d'agglomération nouvelle (San) de Marne-la-Vallée Val-Maubuée, chargé de la culture
- 1985 à 1997 : conseiller général du canton de Noisiel
- Juin 1989 à novembre 1997 : président du Syndicat d'agglomération nouvelle (San) de Marne-la-Vallée Val-Maubuée
- Juin 2002 à mars 2014 : premier vice-président du Syndicat d'agglomération nouvelle (San) de Marne-la-Vallée Val-Maubuée (devenue Communauté d’agglomération Marne-la-Vallée Val-Maubuée le 1er janvier 2013), chargé de l’aménagement urbain des relations avec les intercommunalités
- Mars 2014 - novembre 2017 : conseiller communautaire à la Communauté d’agglomération Marne-la-Vallée Val-Maubuée (devenue Communauté d'agglomération Paris - Vallée de la Marne le 1er janvier 2016).
- 10 novembre 2017 à mai 2020 : conseiller municipal à la Marie de Noisiel

### Mandat parlementaire
- Juin 1997 à juin 2002 : député de la Huitième circonscription de Seine-et-Marne.

## Décorations
- Chevalier de la légion d’honneur (promotion janvier 2014)[10]. C’est le président de l’assemblé nationale, Claude Bartolone, qui a remis à Daniel Vachez cette distinction, le 18 septembre 2015[11].